# 郡上八幡城
郡上八幡城位於日本岐阜縣郡上市八幡町柳町，由遠藤盛數於永祿二年（1559年）築城，其後、城主為井上、金森氏，宝暦８年（1758年）青山氏以四万八千石領城。

## 歷史
遠藤盛數之長子慶隆繼承成為領主，但本能寺之變後，因為慶隆是在織田信孝的保護傘下所以被豐臣秀吉驅逐。 慶隆流亡後稻葉貞通變成城主, 此時的外城、城堡和天守閣已經建成。後來慶隆於關原之戰立功再次成為城主。
其後的5個領主都是遠藤家族，遠藤家族後的城主有井上氏2代、金森氏2代和青山氏7代。到了青山幸宜當城主時正好是日本明治維新的年代，因為廢藩置縣所以廢除了所有的封建領主，之後城堡被廢除。一年後，被遺棄的城堡被拆毀，只剩下石牆。
現在的天守閣・隅櫓・城門・塀是昭和8年（1933）以大垣城為模型建造之。岐阜縣指定有形文化財產。
雖然城堡本身小，但城堡俯瞰城下町和山水風光則非常漂亮。
山腳下有一座山內一豐和他的妻子千代的雕像。
这座城堡在2017年被列为日本连续百强城堡之一。